# هايانيست (أرارات)
مدينة هايانيست (بالأرمينية:Հայանիստ) (بالإنجليزية: Hayanist)‏ هي إحدى المدن التابعة لمقاطعة أرارات في أرمينيا. يقدر عدد سكانها بـ 2078 نسمة حسب الإحصاء الذي جرى عام 2011.